# Stapellied

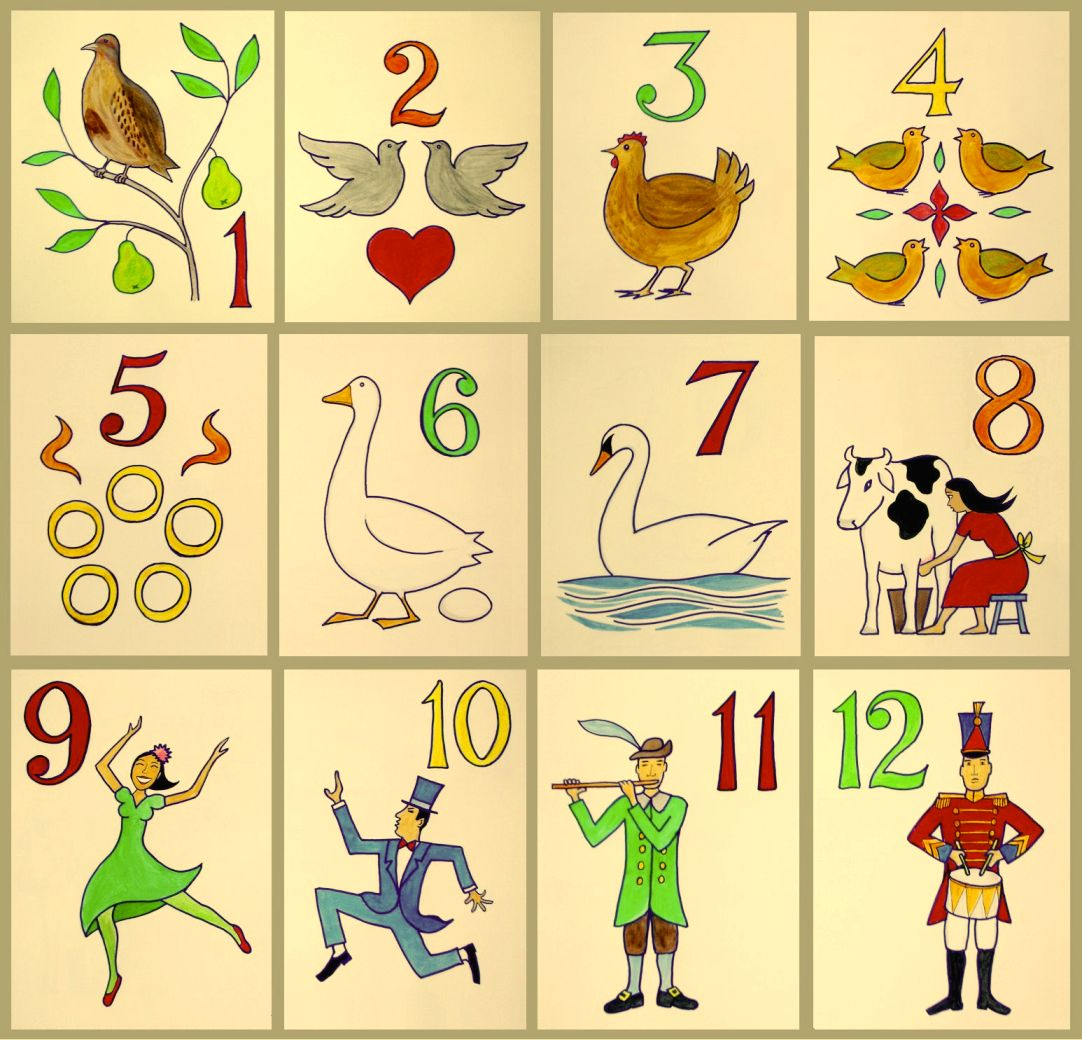
The Twelve Days of Christmas

Een stapellied is een lied, waarin delen uit het couplet en alle eerdere coupletten worden herhaald, meestal in omgekeerde volgorde.
Het steeds herhaalde deel heet een kettingrefrein. Stapelliederen komen vooral voor als kinderliedjes, mars- en werkliederen.
Waarschijnlijk het bekendste voorbeeld is Old MacDonald had a farm. In elk couplet komen dieren en hun geluiden ter sprake, waarvan de volgorde kan verschillen. Bijvoorbeeld in het eerste couplet de kippen (met gekakel), in het tweede de koeien (met geloei en gekakel), in het derde de eenden (met gekwaak, geloei en gekakel) en zo verder.
Een populair Frans liedje is Alouette, je te plumerai.
Een Nederlandstalig lied is Katootje ("Ik ben met Katootje naar de botermarkt geweest"), een bewerking van een Noord-Duits protestlied tegen Napoleon. In de negentiende eeuw werd in Nederland de schnitselbank populair, een stapellied dat door feestvierders op bruiloften en partijen werd gezongen. Ook het liedje En ik van Kinderen voor Kinderen 2 is een voorbeeld van een stapellied.
Voorbeelden in het Hebreeuws en Aramees zijn respectievelijk de Pesachliederen Echad mi yodea (wie kent één) en Chad Gadya (één geitje).
Soms wordt er bij het zingen een spel van gemaakt om de juiste volgorde te onthouden, wat steeds moeilijker wordt naarmate het lied vordert en het kettingrefrein langer wordt.
Een kettingrefrein is een onderdeel van het couplet, in tegenstelling tot het gewone refrein dat meestal als zelfstandig deel na ieder couplet komt.